# Hemerobius lutescens
Hemerobius lutescens är en insektsart som beskrevs av Fabricius 1793. Hemerobius lutescens ingår i släktet Hemerobius och familjen florsländor. Arten är reproducerande i Sverige. Inga underarter finns listade i Catalogue of Life.